# Zsuzsanna Jakabos
Dans le nom hongrois Jakabos Zsuzsanna, le nom de famille précède le prénom, mais cet article utilise l’ordre habituel en français Zsuzsanna Jakabos, où le prénom précède le nom.
Zsuzsanna Jakabos, née le 3 avril 1989 à Pécs (Hongrie), est une nageuse hongroise, spécialiste du quatre nages et du papillon (1,83 m, 63 kg). Elle a participé à toutes les éditions des Jeux olympiques depuis 2004.
Elle suit des études à l'université du Nevada à Las Vegas aux États-Unis en 2008-2009.

## Palmarès
| Année | Compétition                           | Lieu      | Place | Course               |
| ----- | ------------------------------------- | --------- | ----- | -------------------- |
| 2005  | Championnats d'Europe en petit bassin | Trieste   | 3e    | 400 m 4 nages        |
| 2009  | Championnats d'Europe en petit bassin | Istanbul  | 3e    | 400 m 4 nages        |
| 2010  | Championnats d'Europe                 | Budapest  | 2e    | 200 m papillon       |
| 2010  | Championnats d'Europe                 | Budapest  | 3e    | 400 m 4 nages        |
| 2010  | Championnats d'Europe en petit bassin | Eindhoven | 1re   | 200 m papillon       |
| 2010  | Championnats d'Europe en petit bassin | Eindhoven | 1re   | 400 m 4 nages        |
| 2010  | Championnats d'Europe en petit bassin | Eindhoven | 4e    | 100 m papillon       |
| 2011  | Championnats du monde                 | Shanghai  | 6e    | 200 m papillon       |
| 2011  | Championnats d'Europe en petit bassin | Szczecin  | 2e    | 100 m 4 nages        |
| 2011  | Championnats d'Europe en petit bassin | Szczecin  | 3e    | 400 m 4 nages        |
| 2011  | Championnats d'Europe en petit bassin | Szczecin  | 5e    | 200 m papillon       |
| 2012  | Jeux olympiques                       | Londres   | 7e    | 200 m papillon       |
| 2012  | Championnats du monde en petit bassin | Istanbul  | 4e    | 200 m 4 nages        |
| 2012  | Championnats du monde en petit bassin | Istanbul  | 4e    | 400 m 4 nages        |
| 2012  | Championnats du monde en petit bassin | Istanbul  | 7e    | 200 m nage libre     |
| 2012  | Championnats du monde en petit bassin | Istanbul  | 7e    | 100 m 4 nages        |
| 2012  | Championnats d'Europe                 | Debrecen  | 2e    | 200 m papillon       |
| 2012  | Championnats d'Europe                 | Debrecen  | 2e    | 400 m 4 nages        |
| 2012  | Championnats d'Europe                 | Debrecen  | 2e    | 4 x 200 m nage libre |
| 2012  | Championnats d'Europe                 | Debrecen  | 6e    | 100 m papillon       |
| 2012  | Championnats d'Europe en petit bassin | Chartres  | 2e    | 100 m 4 nages        |
| 2012  | Championnats d'Europe en petit bassin | Chartres  | 3e    | 200 m 4 nages        |
| 2012  | Championnats d'Europe en petit bassin | Chartres  | 3e    | 400 m 4 nages        |
| 2012  | Championnats d'Europe en petit bassin | Chartres  | 4e    | 100 m papillon       |
| 2012  | Championnats d'Europe en petit bassin | Chartres  | 4e    | 200 m papillon       |
| 2013  | Championnats du monde                 | Budapest  | 5e    | 200 m papillon       |
| 2013  | Championnats du monde                 | Budapest  | 6e    | 200 m 4 nages        |
| 2013  | Championnats du monde                 | Budapest  | 6e    | 400 m 4 nages        |
| 2014  | Championnats d'Europe                 | Berlin    | 4e    | 200 m papillon       |
| 2015  | Championnats d'Europe en petit bassin | Netanya   | 5e    | 200 m papillon       |
| 2016  | Championnats d'Europe                 | Londres   | 1re   | 4 x 200 m nage libre |
| 2016  | Championnats d'Europe                 | Londres   | 3e    | 400 m 4 nages        |
| 2016  | Championnats d'Europe                 | Londres   | 3e    | 4 x 100 m 4 nages    |
| 2016  | Championnats d'Europe                 | Londres   | 4e    | 200 m papillon       |
| 2016  | Championnats du monde en petit bassin | Windsor   | 8e    | 200 m 4 nages        |
| 2018  | Championnats d'Europe                 | Glasgow   | 5e    | 400 m 4 nages        |
| 2018  | Championnats d'Europe                 | Glasgow   | 8e    | 200 m 4 nages        |
| 2019  | Championnats du monde                 | Gwangju   | 7e    | 400 m 4 nages        |
| 2019  | Championnats d'Europe en petit bassin | Glasgow   | 2e    | 400 m 4 nages        |
|       |                                       |           | 3e    | 200 m papillon       |